# Collégiale Sainte-Marie-Madeleine de Champeaux
Ne doit pas être confondu avec Collégiale Saint-Martin de Champeaux.
La collégiale Sainte-Marie-Madeleine de Champeaux est une ancienne collégiale de style gothique d'Ille-et-Vilaine datant des XVe et XVIe siècles. L'édifice, également paroissial, recèle un mobilier renaissance exceptionnel, en lien avec la vocation funéraire voulue par ses fondateurs, membres de la maison d'Espinay de Bretagne.

## Histoire
Une première mention de Champeaux est faite dans le cartulaire de l'abbaye Saint-Georges de Rennes vers 1100, les moniales bénédictines recevant alors les deux tiers des dîmes de la dite paroisse. Son église, qui avait pour vocable originel Saint Pierre, était entourée de son cimetière, lequel comprenait en outre une chapelle dédiée à sainte Marie Madeleine, lieu de sépulture des seigneurs d'Espinay. En 1413, Simon d'Espinay, qui avait pris le parti des Montfort lors de la guerre de succession du duché de Bretagne, obtint du duc Jean V l'autorisation de reconstruire et agrandir cette chapelle, son fils, Robert d'Espinay, chambellan du duc et grand-maître de Bretagne, menant à bien les travaux en 1430. Guillaume Brillet, évêque de Rennes et ordinaire des lieux, autorisa la démolition de l'antique sanctuaire et le transfert du culte dans la chapelle qui devint dès lors église paroissiale sous le vocable de Sainte-Madeleine. Le pape Eugène IV devait entériner l'ordonnance épiscopale le 24 avril 1437, conférant également à l'édifice le titre de collégiale, un chapitre de six chanoines étant chargé d'y assurer l'office canonial qui devait perdurer jusqu'à la chute de l'ancien régime.
La collégiale fait l’objet d’un classement au titre des monuments historiques depuis le 12 décembre 1910.
La collégiale est en rénovation depuis 2015.

## Architecture

### Extérieur
Malgré les démolitions qui ont amputé les côtés est et sud, et certaines modifications récentes, les maisons restantes présentent un intérêt architectural et méritent d'être préservées. L'une d'elles montre une complexité dans la distribution des niveaux décalés, desservis par un bel escalier hors-œuvre.

#### Église
Devant l'entrée de l'église se trouve un puits daté de 1601 dont la margelle est une dalle funéraire du XVIe siècle réemployée.

#### Cloître
Il n'en subsiste que quelques parties. Sa construction a dû se faire peu de temps après la rédaction des statuts du chapitre en 1477. Selon les termes de ces statuts, les chanoines, ainsi que les chapelains  desservant les fondations, les employés au service du chœur, tout comme les enfants de la spalette sont tenus d'habiter le cloître. D'après le plan cadastral de 1813, il apparaît que l'aile ouest était plus longue que l'actuelle, ceci du fait du percement de la route de Liffré. Les vestiges de cet ancien cloître canonial sont (S. cl.1964)[Quoi ?].

### Intérieur

#### Vitraux

##### Maîtresse-vitre

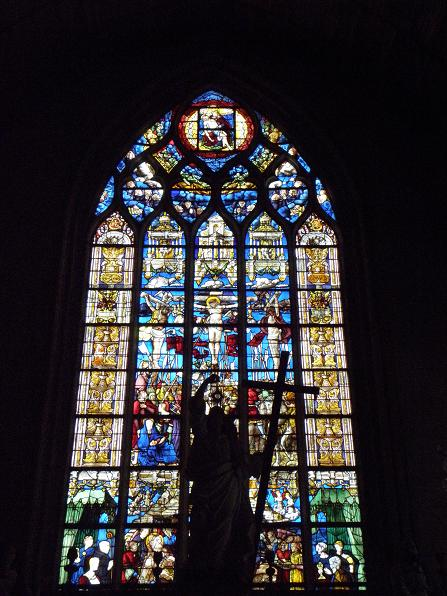
Maîtresse-vitre du chœur.

Quatre meneaux divisent la fenêtre du chevet en cinq hautes lancettes que couronnent flammes et flammèches harmonieusement disposées dans le tympan. Des barlotières déterminent neuf registres successifs dans la partie rectangulaire de la baie où prennent place les deux scènes principales de l'ouvrage. À la base, sur trois registres, est figurée la mort de sainte Marie-Madeleine entourée de la représentation du couple des donateurs placés sous des dais ouvragés : Guy III d'Espinay à droite, et Louise de Goulaine à gauche. Au-dessus, le crucifiement se déploie sur les trois lancettes centrales, des arabesques renaissances et les monogrammes du couple remplissant celles latérales. Le Christ est accosté des bon et mauvais larrons. À ses pieds figurent la Madeleine éplorée, la Vierge défaillante et saint Jean, tandis que la foule des Juifs se presse sur le Golgotha. Trois petits édicules représentant l'entrée du Paradis et deux trônes occupés par Enoch et Élie garnissent le haut des lancettes centrales. La Trinité — Dieu le Père tenant son Fils mort sur ses genoux tandis que la colombe du Saint-Esprit est posée sur son épaule droite —, environnée d'une cour céleste d'anges, chérubins et séraphins, occupe les remplages flamboyants du tympan. Cette œuvre, réalisée vers 1520-1540, remplace une première verrière de 1516-1518 œuvre du vitréen Faverie. Elle a été classée à titre d'objet le 11 mai 1907.

##### Vitrail de sainteBarbe
Il trouve place dans le mur paroi orientale de la chapelle éponyme, également connue sous les noms de Saint Julien ou Sainte Claude, qui longe le chœur au nord. Datant du milieu du XVIe siècle, il narre le martyre de la sainte, condamnée, suppliciée par le feu, décapitée par son père, ainsi que la mort de ce dernier voué aux démons. L'œuvre, classée également le 11 mai 1907, présente les armes de la famille d'Espinay : d'argent au lion coupé de gueules et de sinople, armé et couronné d'or.

##### Verrière de laPentecôte
Classée, elle est située dans le transept sud. Elle date de 1529.

##### Sacrifice d'Abraham
Cette verrière tardive a été réalisée en 1594 pour la chapelle seigneuriale des Espinay (chapelle haute à droite du chœur). Elle présente les écus des Espinay-Scépeaux.

##### Autres vitraux
Le transept nord conserve les fragments d'un vitrail du XVe siècle faisant davantage usage du jaune d'argent et figurant saint Jean-Baptiste et saint André, sainte Marguerite et sainte Barbe, le Crucifié entre la Vierge et saint Jean.
Le mur méridional du chœur renferme enfin un petit médaillon du Père éternel.

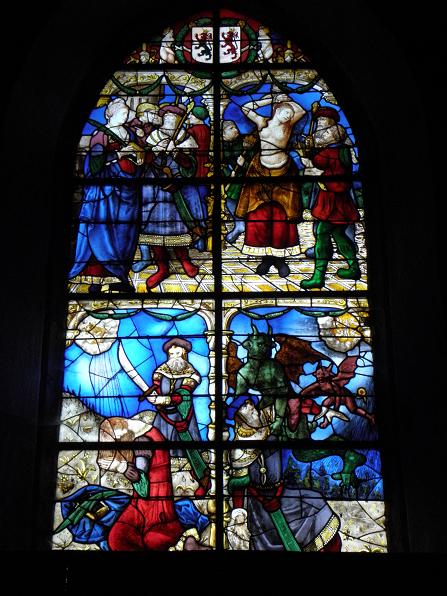
Martyre de sainte Barbe.
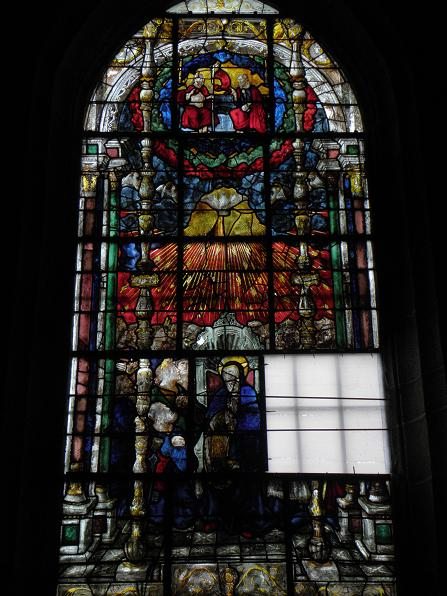
La Pentecôte.
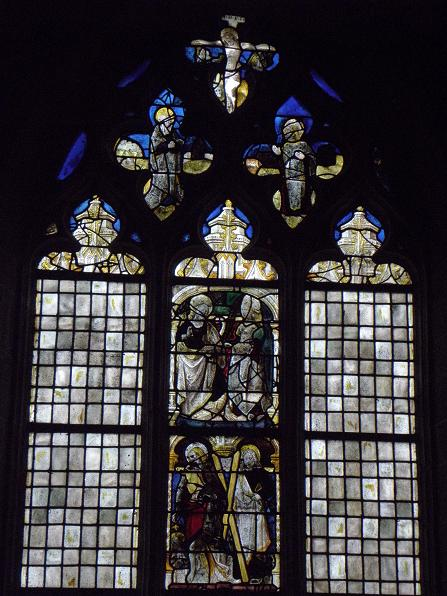
Verrière du transept nord.

## Mobilier

### Lesstalles
Elles sont classées au titre d'objet depuis 1907, on y voit l'écu en alliance de Guy III d'Espinay et de Louise de Goulaine, mariés en 1530. Œuvre représentative de la Première Renaissance (vers 1530). Les miséricordes sont sculptés de grotesques.

### Sépultures

#### Tombeau de Guy III d'Espinay et Louise de Goulaine

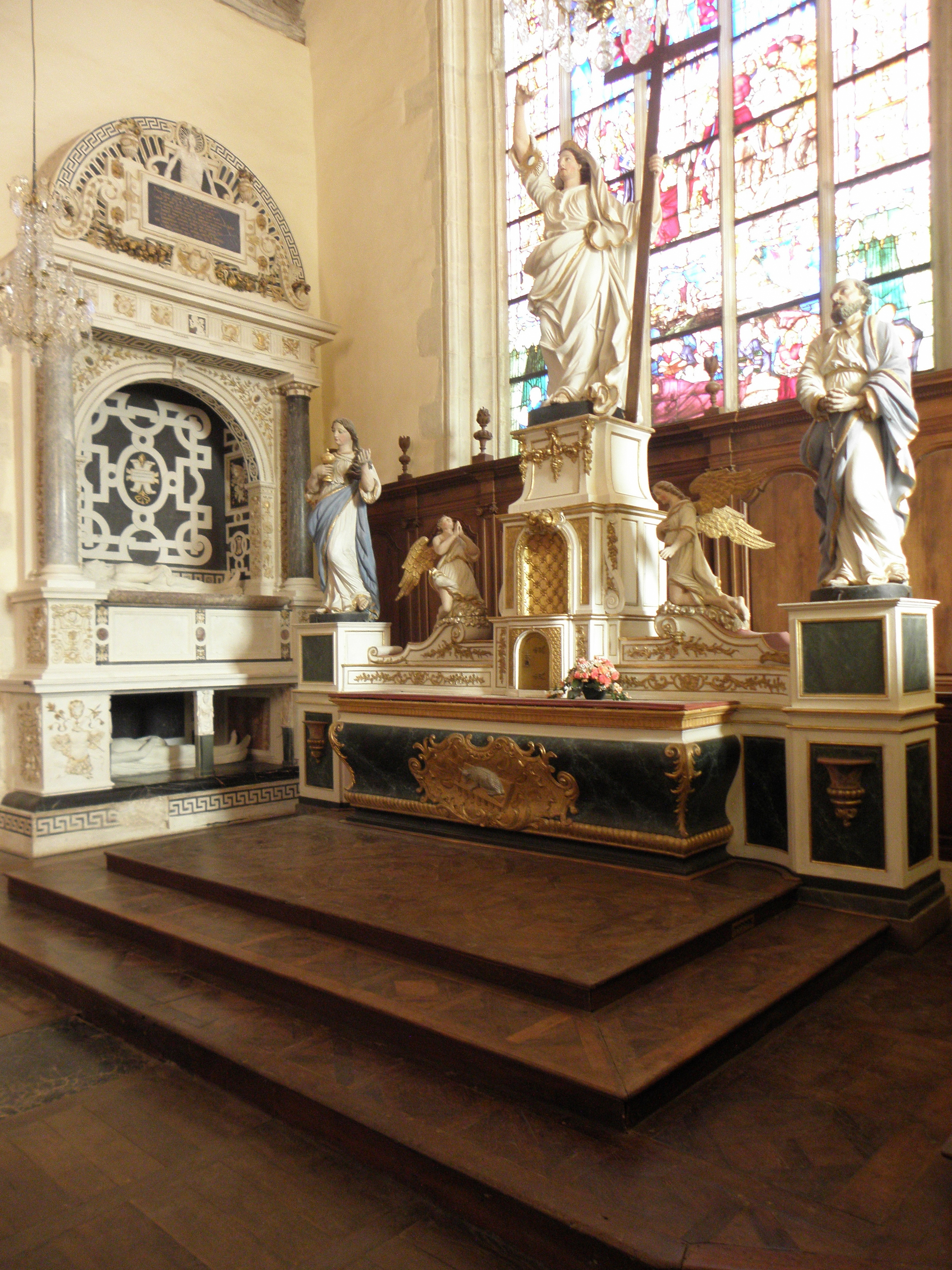
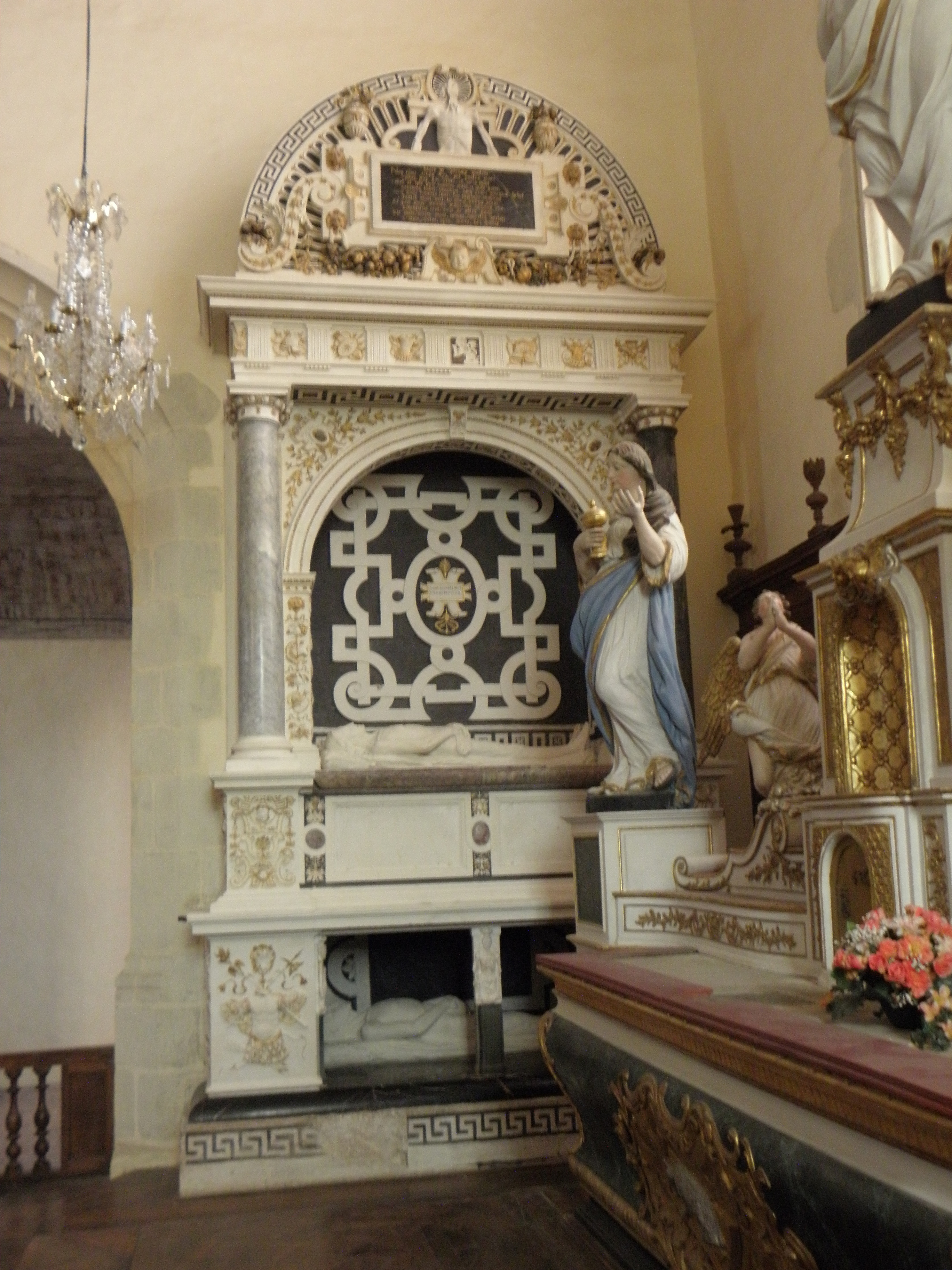
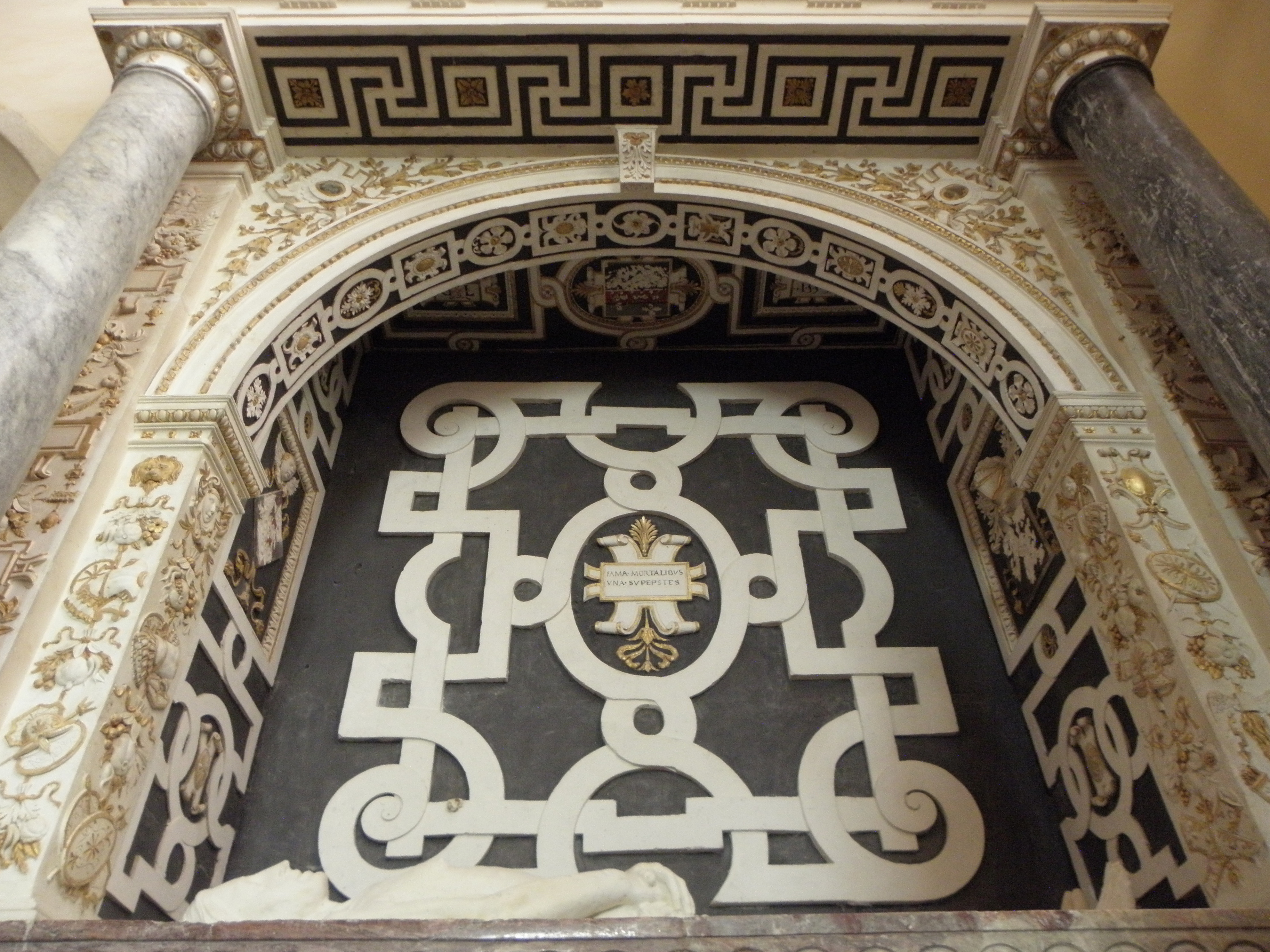
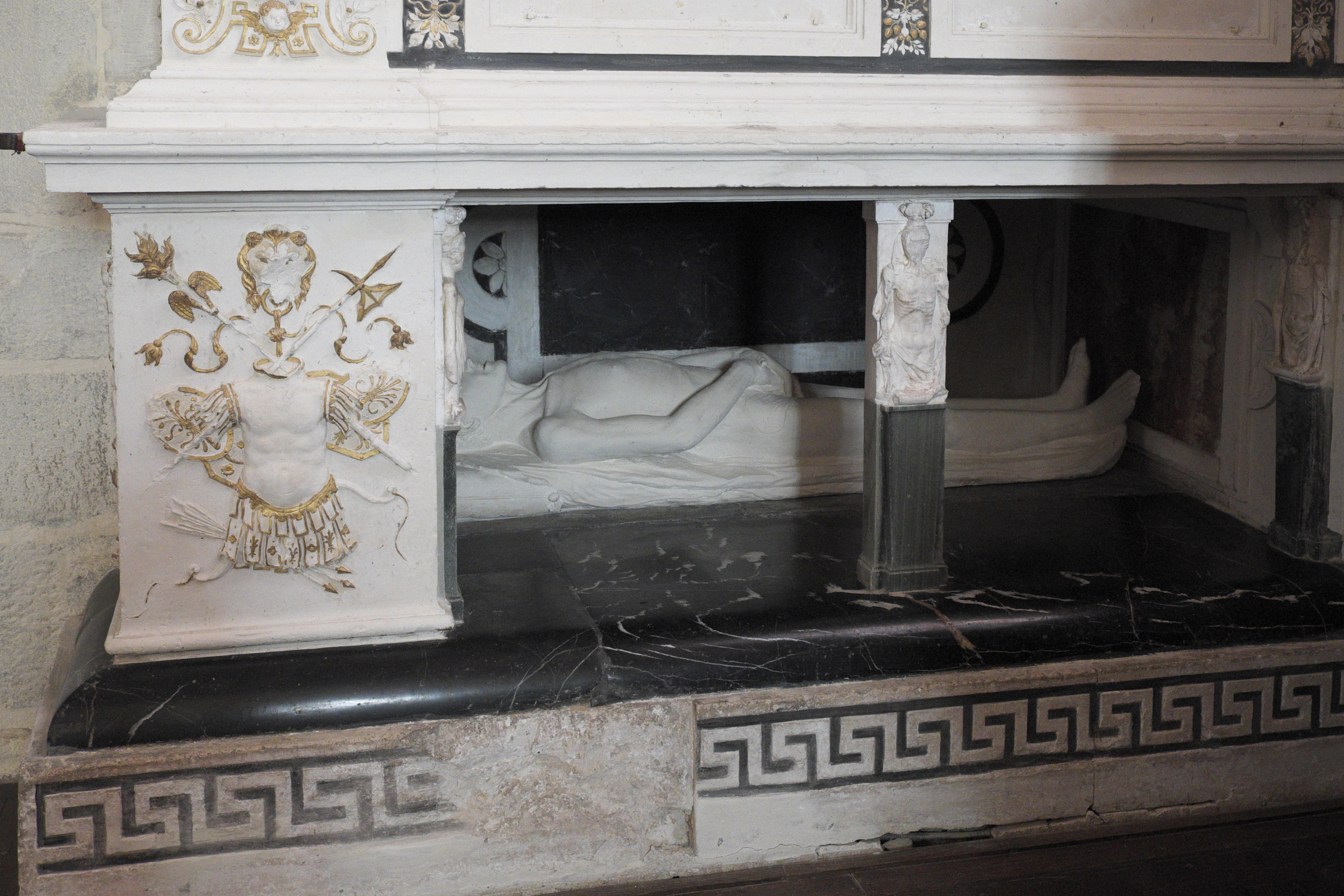

Situé dans le chœur, à gauche, le tombeau de Guy III d'Espinay, et de son épouse Louise de Goulaine, (il est le donateur des stalles), conçu par l'architecte angevin Jean de L'Espine en 1552-1553, est un exemple de tombeau triomphal de la Seconde Renaissance, édifié en pierre calcaire de Rajace (près de Durtal) et en marbre. L'entablement dorique à métopes à l'antique est porté par deux colonnes de marbre et couronné par un large fronton. Avant la Révolution, le mausolée comportait une superposition de gisants présentés dans la pénombre du niveau inférieur, et de priants dans l'enfeu.

#### Mausolée de Claude d'Espinay

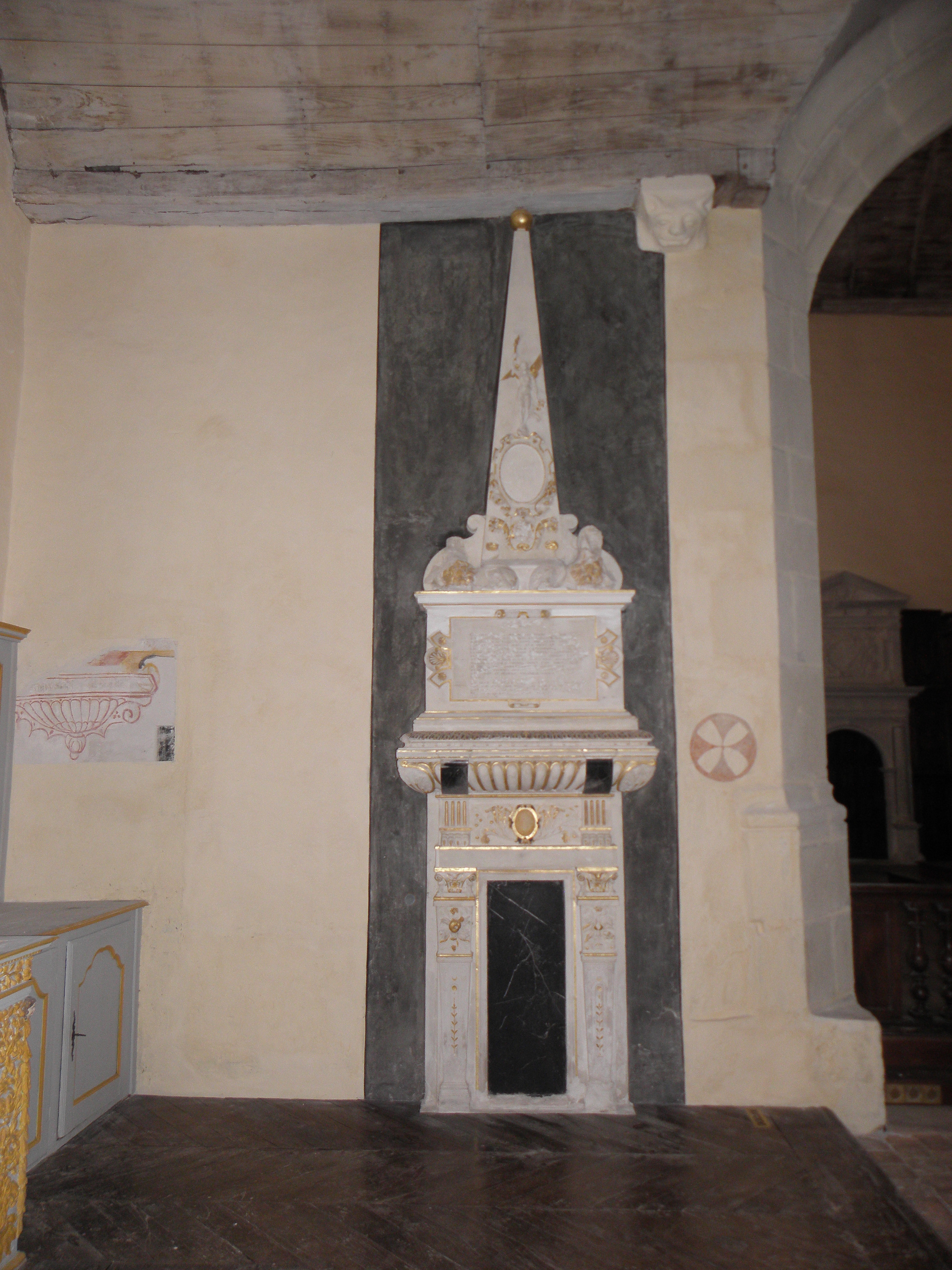
Mausolée de Claude d'Espinay.

Situé dans la chapelle Sainte-Barbe, le mausolée de Claude d'Espinay, fille de Guy III et Louise de Goulaine morte à l'âge de 21 ans en 1554, a été classé le 12 août 1902. Il s'agit d'une œuvre de la Renaissance attribuée à Jean de L'Espine et exécutée vers 1555-1560. Le commanditaire est Charles d'Espinay, frère de la défunte, poète dans la mouvance de la Pléiade qui fut évêque de Dol de 1558 à 1591. Réalisé en marbre et calcaire, ce tombeau mesure 4,30 m de haut pour 1,20 m de large. Il s'agit d'un monument complexe où un demi-sarcophage reposant sur une haute structure architecturée en forme de cheminée (linteau, orné de griffes de félins et d'un écu martelé, porté par des pilastres composites) sert de base à un cartouche orné d'une longue inscription poétique rédigée par le prélat, que somme un obélisque soutenu par deux lions. Ce dernier est décoré de cornes d'abondance, d'un cadre ovale, et d'une victoire ailée portant un flambeau et une branche de laurier.

### Autres œuvres d'art
- Maître-autel avec retable (XVIe siècle), classé au titre d'objet le 11 mai 1907[15]. Œuvre de Pierre Gambier, Métivier et Le Roy (1748-1750), il est orné des statues des titulaires successifs de l'église paroissiale (saint Pierre à droite, sainte Madeleine à gauche). Au centre du panneau, la figure allégorique de la Foi, jouant le rôle de réserve eucharistique.
- Autel de la chapelle sud, retable et baldaquin, classé au titre d'objet. Autel du XVIIIe siècle, retable à cinq panneaux sculptés du XVIe siècle représentant la Passion, baldaquin du XVIe siècle. Les dimensions et le style de ce dernier élément, et la mention d'un jubé laissent à penser qu'il fermait jadis le chœur canonial et complétait les stalles.
- Chaire, classée au titre d'objet le 2 mai 1984[16]. Elle date du début du XVIIe siècle. On y accède par un escalier extérieur. Le panneau central reproduisait le sceau de la collégiale, mais il est aujourd'hui perdu, une sainte Madeleine sur fond semé de larmes, et à ses pieds l'écu (martelé) des d'Espinay.